# Altenhain (Frankenberg)
Altenhain ist ein Ortsteil der Stadt Frankenberg/Sa. im sächsischen Landkreis Mittelsachsen. Die Gemeinde Altenhain bildet seit der Eingemeindung nach Frankenberg am 1. Januar 1994 die gleichnamige Ortschaft Altenhain.

## Geographie

### Geografische Lage und Verkehr
Altenhain liegt auf der rechten Seite der Zschopau, gegenüber von Lichtenwalde, südlich von Frankenberg.
Durch Altenhain führt die Bundesstraße 180. Westlich des Orts führt im Tal der Zschopau beim Harrasfelsen die Bahnstrecke Niederwiesa–Hainichen entlang.

### Nachbarorte
|                          | Gunnersdorf                                 |          |
| Lichtenwalde, Braunsdorf | Kompassrose, die auf Nachbargemeinden zeigt | Mühlbach |
|                          | Flöha                                       |          |

## Geschichte

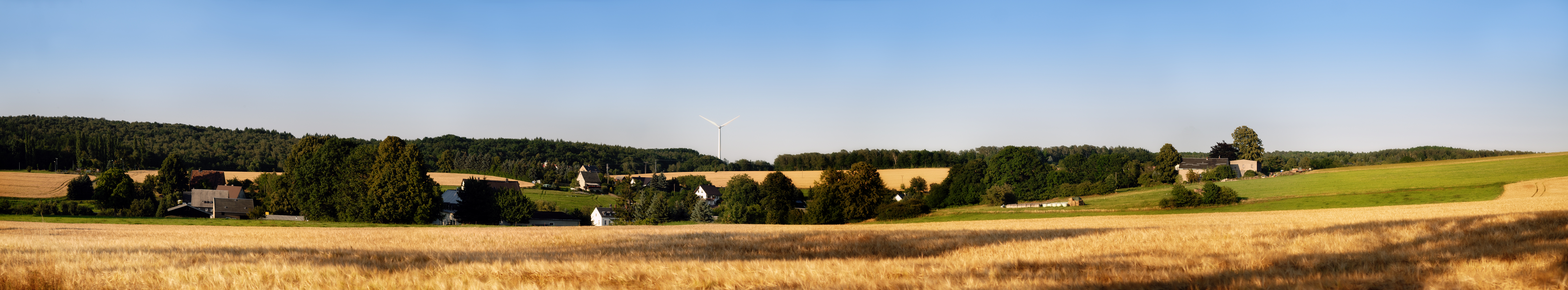
Altenhain

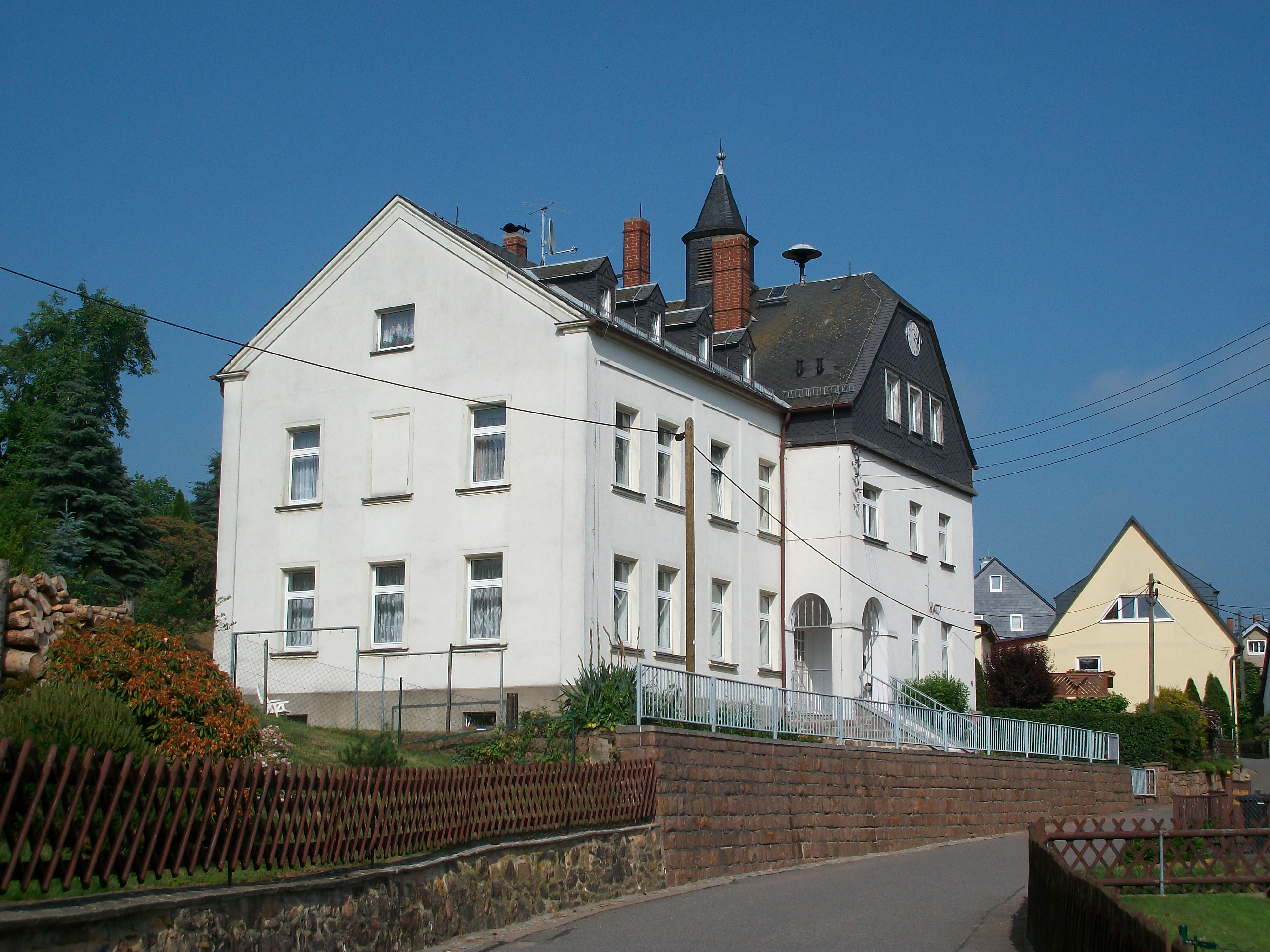
Gebäude in Altenhain

Das Waldhufendorf Altenhain wurde im Zuge der Deutschen Ostsiedlung im 12. Jahrhundert gegründet. Die erste Erwähnung in einer Urkunde erfolgte im Jahr 1378 als Aldinhain.
Der Ortsname weist darauf hin, dass es das Dorf schon länger als eine neuere Gründung gibt. Kirchlich ist Altenhain seit jeher nach Flöha gepfarrt.
Bezüglich der Grundherrschaft unterstand Altenhain nach 1551 dem Schloss Sachsenburg, welches im Besitz der Herren von Schönberg war. Das aus dem Mittelalter stammende Erbgericht wurde im Jahr 1576 von Wolf von Schönberg für 1500 Gulden gekauft. Dieser verwandelte das Anwesen in ein Vorwerk. Im Jahr 1610 kam Altenhain mit dem durch Erbteilung entstandenen Amt Frankenberg durch Verkauf von den Herren von Schönberg an den sächsischen Kurfürsten Johann Georg I. Im Jahr 1633 wurden die Ämter Frankenberg und Sachsenburg zum Amt Frankenberg-Sachsenburg vereinigt. Altenhain wurde im Jahr 1764 als Amtsdorf geführt. Nachdem das Vorwerk Altenhain in den Besitz des sächsischen Königshauses übergegangen war, wurde es durch an den Amtsverwalter in Frankenberg verpachtet. Das Richteramt lag 1814 in den Händen eines Wahlrichters, während die Erbschenke weiter bestand. Altenhain hatte zu Beginn des 19. Jahrhunderts 6 Bauerngüter, 3 Gärtnergüter und 20 Wohnhäuser, in denen 163 Einwohner lebten.
Altenhain gehörte bis 1856 zum kursächsischen bzw. königlich-sächsischen Amt Frankenberg-Sachsenburg. Ab 1856 gehörte der Ort zum Gerichtsamt Frankenberg und ab 1875 zur Amtshauptmannschaft Flöha.
Mit der zweiten Kreisreform in der DDR kam die Gemeinde Altenhain im Jahr 1952 zum Kreis Flöha im Bezirk Chemnitz (1953 in Bezirk Karl-Marx-Stadt umbenannt), der ab 1990 als sächsischer Landkreis Flöha weitergeführt wurde.
Am 1. Januar 1994 wurde Altenhain nach Frankenberg eingemeindet. Dadurch erfolgte die Umgliederung vom Landkreis Flöha in den Landkreis Hainichen, welcher im gleichen Jahr im Landkreis Mittweida und im Jahr 2008 im Landkreis Mittelsachsen aufging. Einzig die Siedlung „An der Finkenmühle“ verblieb im Landkreis Flöha und wurde am 1. Januar 1994 nach Flöha umgegliedert. Seit vielen Jahren unterhält die Gemeinde Altenhain eine Patenschaft zu einer Kompanie der Bundeswehr der Wettiner Kaserne in Frankenberg/Sa. Ein Höhepunkt in jedem Jahr ist am 30. April das „Altenhainer Hexenfeuer“, welches 2013 in seiner 20. Auflage stattfand. Nicht selten erscheinen über 1000 Zuschauer, was nahezu der fünffachen Einwohnerzahl des Dorfes entspricht.